# Чемпионат СССР по боксу 1985
51-й чемпионат СССР по боксу проходил 18 — 27 февраля 1985 года в Ереване (Армянская ССР).

## Медалисты
| Весовая категория                   | Золото                          | Серебро                         | Бронза                                                   |
| ----------------------------------- | ------------------------------- | ------------------------------- | -------------------------------------------------------- |
| Первый наилегчайший вес (до 48 кг)  | Александр Махмутов Электросталь | Сергей Юн Балаково              | Игорь Хабалов РСФСР Ншан Мунчян Ереван                   |
| Второй наилегчайший вес (до 51 кг)  | Сергей Уфимцев РСФСР            | Римвидас Билюс Каунас           | Лерник Папян Кировакан Тигран Сетракян Ленинакан         |
| Легчайший вес (до 54 кг)            | Альберт Казанджян Тбилиси       | Виктор Шулепко Херсон           | Юрий Вилищук Днепропетровск В. Кондрат Алма-Ата          |
| Полулёгкий вес (до 57 кг)           | Сурен Оганян Кировакан          | Мехак Казарян Ленинакан         | Кайрат Галимтаев Караганда Анатолий Ясаков Электросталь  |
| Лёгкий вес (до 60 кг)               | Орзубек Назаров Кант            | Гаджи Каялов РСФСР              | Юрий Филиппов Московская область Сергей Мичник Ленинград |
| Первый полусредний вес (до 63,5 кг) | Василий Шишов Куйбышев          | Нурлан Абдыкалыков Фрунзе       | Игорь Ружников Темиртау Г. Багдасарян Армения            |
| Второй полусредний вес (до 67 кг)   | Михаил Ширин Электросталь       | Александр Островский Омск       | Александр Антикуз Донецк Филипп Яковлев Ташкент          |
| Первый средний вес (до 71 кг)       | Манвел Аветисян Ереван          | Усик Аристакесян Ереван         | Бабкен Саградян Кировакан Александр Панин Пенза          |
| Второй средний вес (до 75 кг)       | Руслан Тарамов Грозный          | Асылбек Килимов Алма-Ата        | Бауржан Бекенов Омск Юрий Куляндин РСФСР                 |
| Полутяжёлый вес (до 81 кг)          | Юрий Торбек Краснодар           | Виталий Качановский Фастов      | Владимир Петрашко Мурманск Юрий Ваулин Рига              |
| Тяжёлый вес (до 91 кг)              | Владимир Балай РСФСР            | Рамзан Себиев Грозный           | Виктор Акшонов Фрунзе Евгений Судаков Димитровград       |
| Супертяжёлый вес (свыше 91 кг)      | Валерий Абаджян Воронеж         | Александр Мирошниченко Кустанай | Сергей Мозгунов Львов Андрей Аулов Хабаровск             |